# Bryant (Arkansas)
Bryant – miasto w Stanach Zjednoczonych, w stanie Arkansas, w hrabstwie Saline.